# 小泉兼五郎
小泉 兼五郎（こいずみ かねごろう、生没年不詳）は江戸時代末期から明治初期にかけての浮世絵版画の彫師。

## 略歴
小泉巳之吉の弟子。小泉彫兼、彫兼、彫工小泉兼、彫工兼五郎と号す。3代目歌川豊国、歌川貞秀、歌川芳信、月岡芳年の錦絵を担当している。

## 作品
- 3代目歌川豊国 「日月星昼夜織分」 大判3枚続 安政6年
- 歌川貞秀 「東海道名所之内 横浜風景」 横大判8枚続 万延1年
- 歌川芳信 「英吉利 神奈川沖」 大判 文久1年
- 月岡芳年 「川中島大合戦之図」 大判6枚続 慶応2年
- 歌川貞秀 「伊勢参宮之図」 大判3枚続 明治2年